# 대한민국 민법 제295조
대한민국 민법 제295조는 취득과 불가분성에 대한 민법 물권법 조문이다.

## 조문
제295조(취득과 불가분성) ① 공유자의 1인이 지역권을 취득한 때에는 다른 공유자도 이를 취득한다.
②점유로 인한 지역권취득기간의 중단은 지역권을 행사하는 모든 공유자에 대한 사유가 아니면 그 효력이 없다.

第295條(取得과 不可分性) ① 共有者의 1人이 地役權을 取得한 때에는 다른 共有者도 이를 取得한다.
②占有로 因한 地役權取得期間의 中斷은 地役權을 行使하는 모든 共有者에 對한 事由가 아니면 그 效力이 없다.

## 참고 문헌
- 오현수, 일본민법, 진원사, 2014. ISBN 978-89-6346-345-2
- 오세경, 대법전, 법전출판사, 2014 ISBN 978-89-262-1027-7
- 이준현 , LOGOS 민법 조문판례집, 미래가치, 2015. ISBN 979-1-155-02086-9

## 같이 보기
- 용익물권
- 지역권